# Ключ 178
Ключ 178 (иер. 韋) со значением «темная кожа», 178 по порядку из 214 традиционного списка иероглифических ключей, используемых при написании иероглифов. Записывается 9 штрихами.
В словаре Канси под этим ключом содержится 100 иероглифа (из 49 030).

Вид ключа в Цзягувэнь
Вид ключа в Цзиньвэнь
Вид ключа в большой печати Чжуаньшу
Вид ключа в малой печати Чжуаньшу

## Примеры иероглифов
| Доп. черты | Иероглифы               |
| ---------- | ----------------------- |
| 0          | 韋 (韦)                 |
| 3          | 韌                      |
| 4          | 䪏                      |
| 5          | 䪐 䪑 䪒 䪓 韍 韎       |
| 6          | 韏 韐 韑                |
| 7          | 䪔 韒                   |
| 9          | 䪖 䪗 䪘 韖 韗 韘 韙 韚 |
| 10         | 䪚 䪙 韜 韝 韞 韟       |
| 11         | 韠 韛                   |
| 12         | 䪛 韡 韢                |
| 13         | 䪜 韣                   |
| 14         | 䪝                      |
| 15         | 韤 韥 𩏳                |

- Примечание: Ваш браузер может отображать иероглифы неправильно.